# Lee Perry

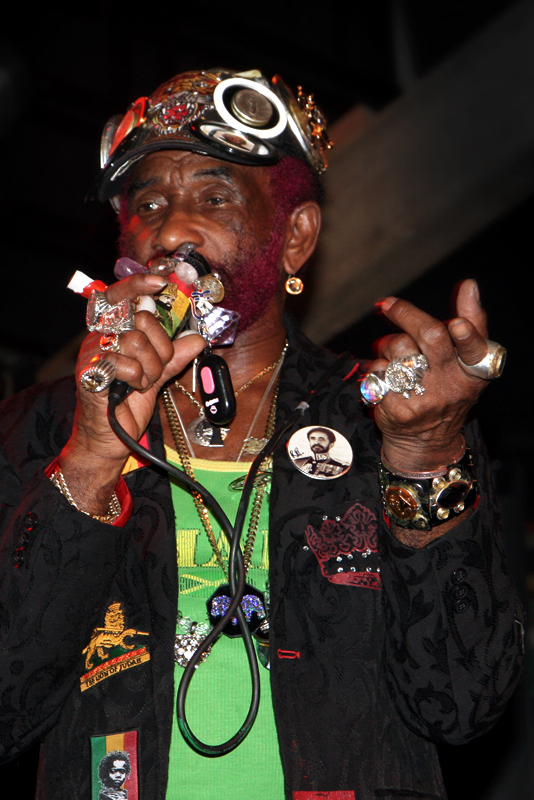
Lee „Scratch“ Perry, 2009

Lee „Scratch“ Perry (* 20. März 1936 in Kendal, Manchester, Jamaika als Rainford Hugh „Leeburn“ Perry; † 29. August 2021 in Lucea, Jamaika) war ein jamaikanischer Musikproduzent und Musiker. Er gilt als eine der einflussreichsten Persönlichkeiten in der Entwicklung des Reggae und Ska und vor allem als Wegbereiter des Dub und Roots-Reggae in Jamaika und weltweit. Bekannt wurde er außer als Musiker und DJ vor allem durch sein exzentrisches Auftreten sowie durch seinen äußerst gewagten Umgang mit Effekten und Mischpult als Musikproduzent. Der Musikjournalist Lloyd Bradley schrieb über ihn: „Lee ‚Scratch‘ Perry ist der Salvador Dalí des Dub.“

## Leben und Werk

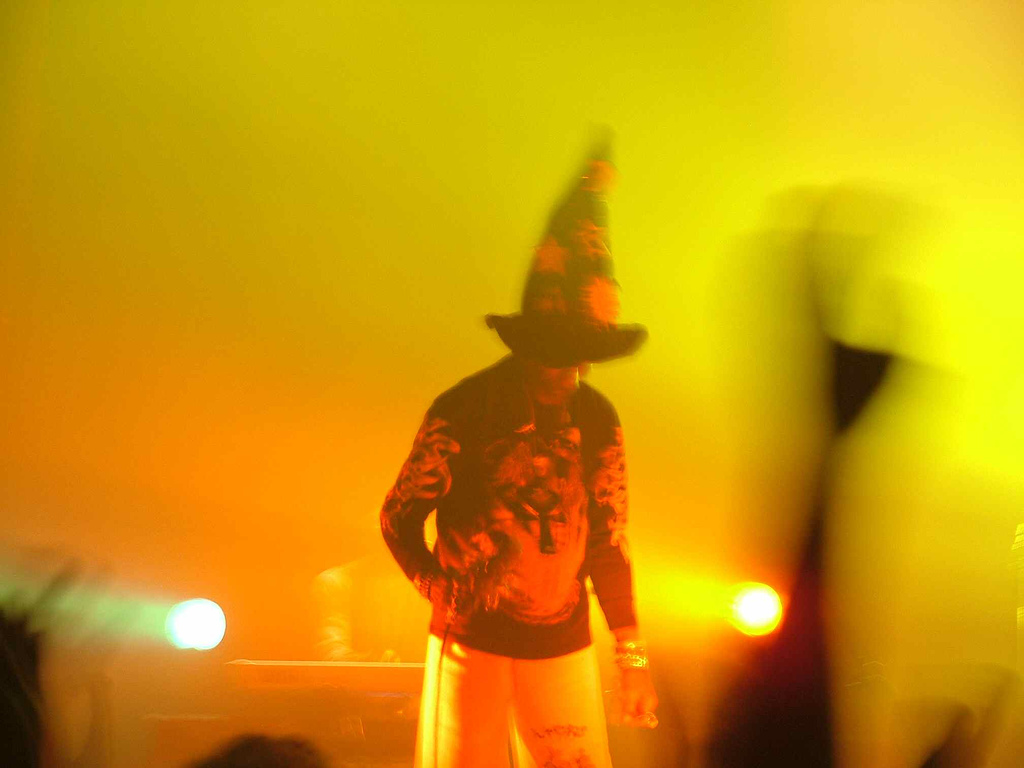
Lee „Scratch“ Perry, Tel Aviv, 2005

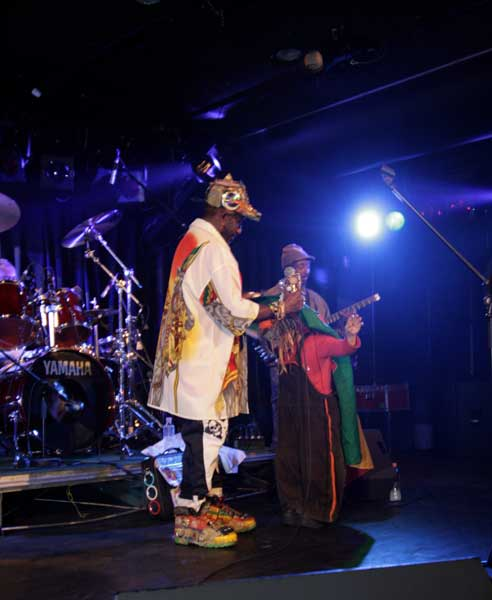
Lee „Scratch“ Perry, Budapest, 2007

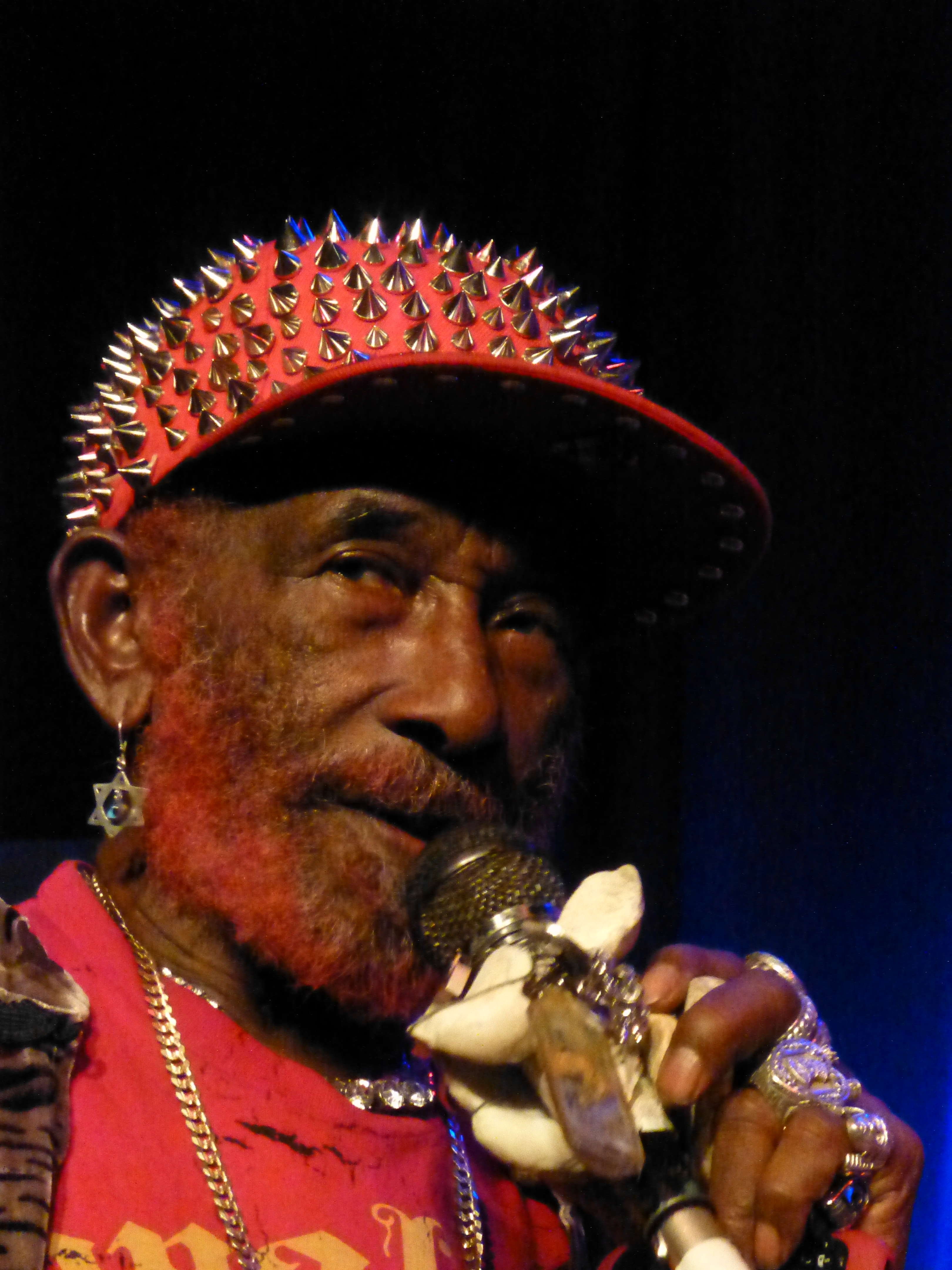
Lee „Scratch“ Perry, Manchester, 2013

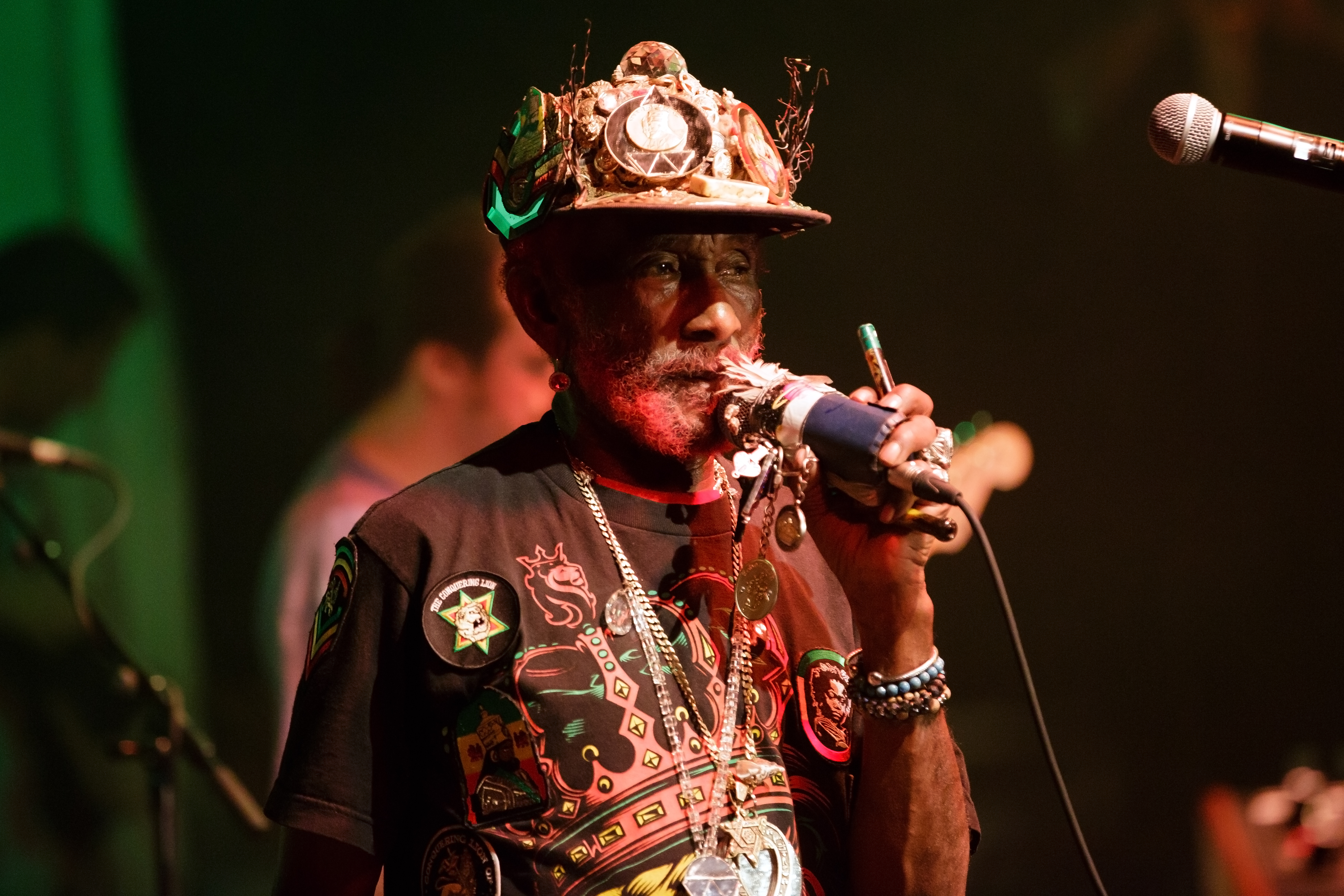
Lee „Scratch“ Perry, Karlsplatz, Wien, 2015

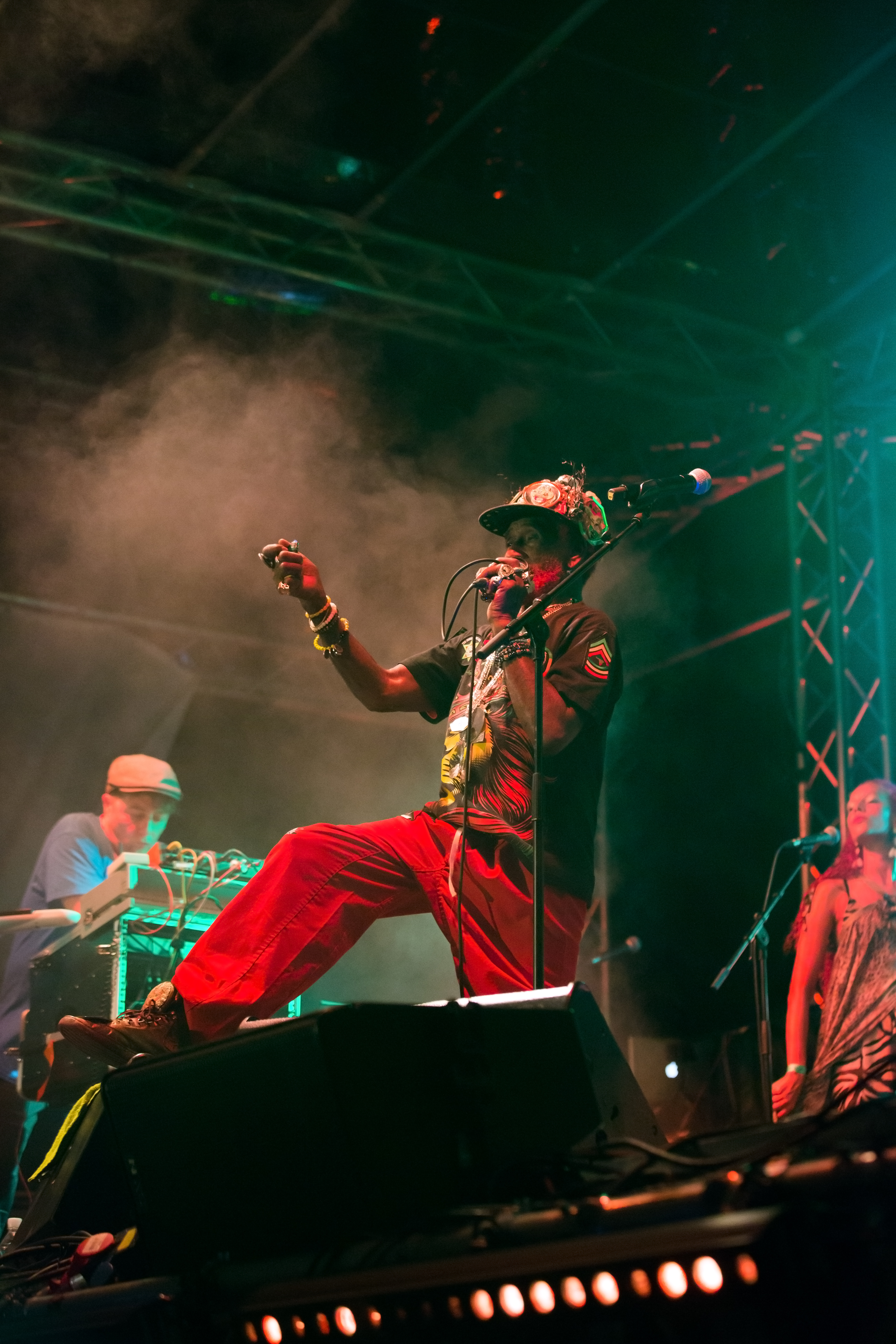
Lee „Scratch“ Perry mit Dubblestandart, Wien, 2015

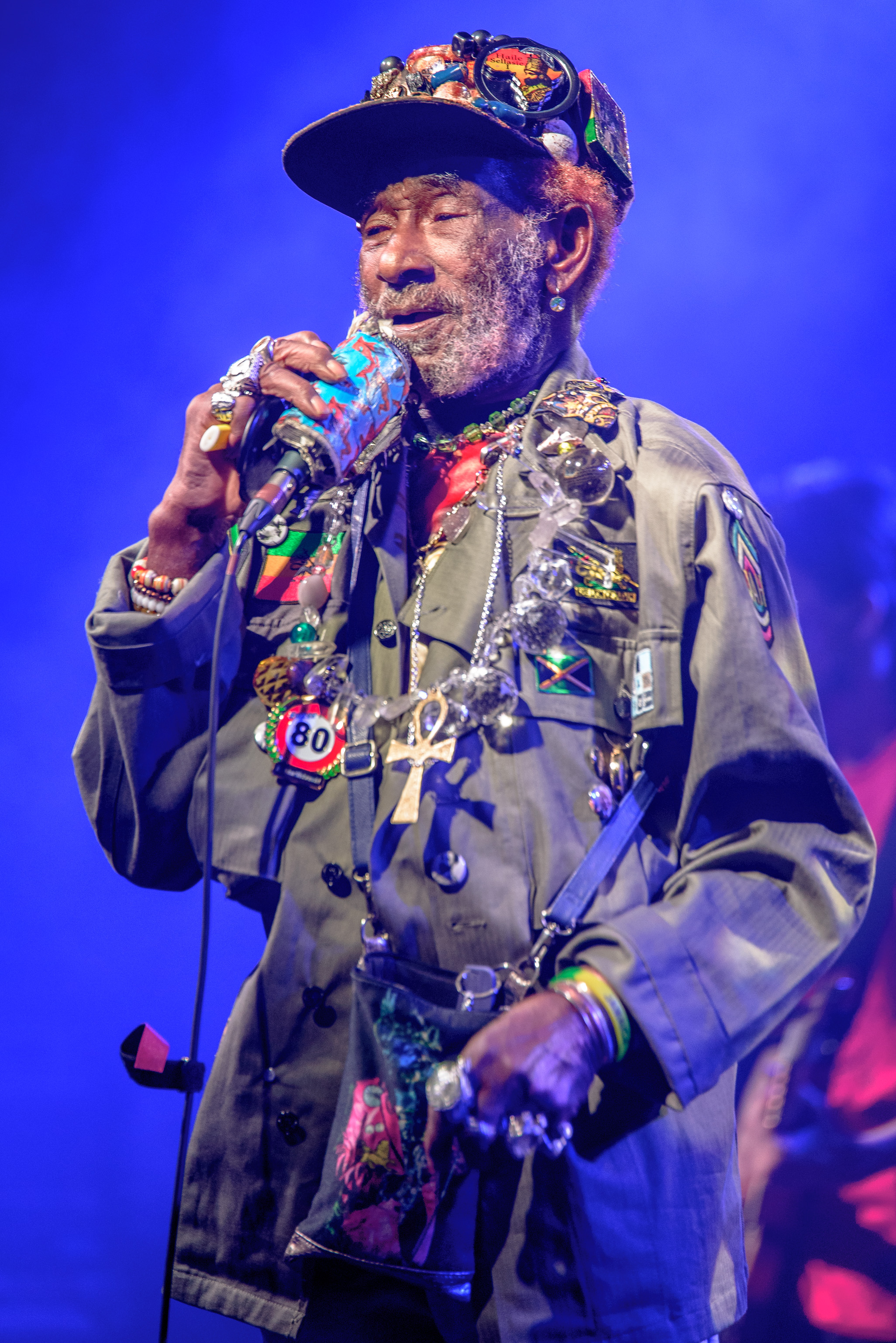
Lee „Scratch“ Perry, München, 2016

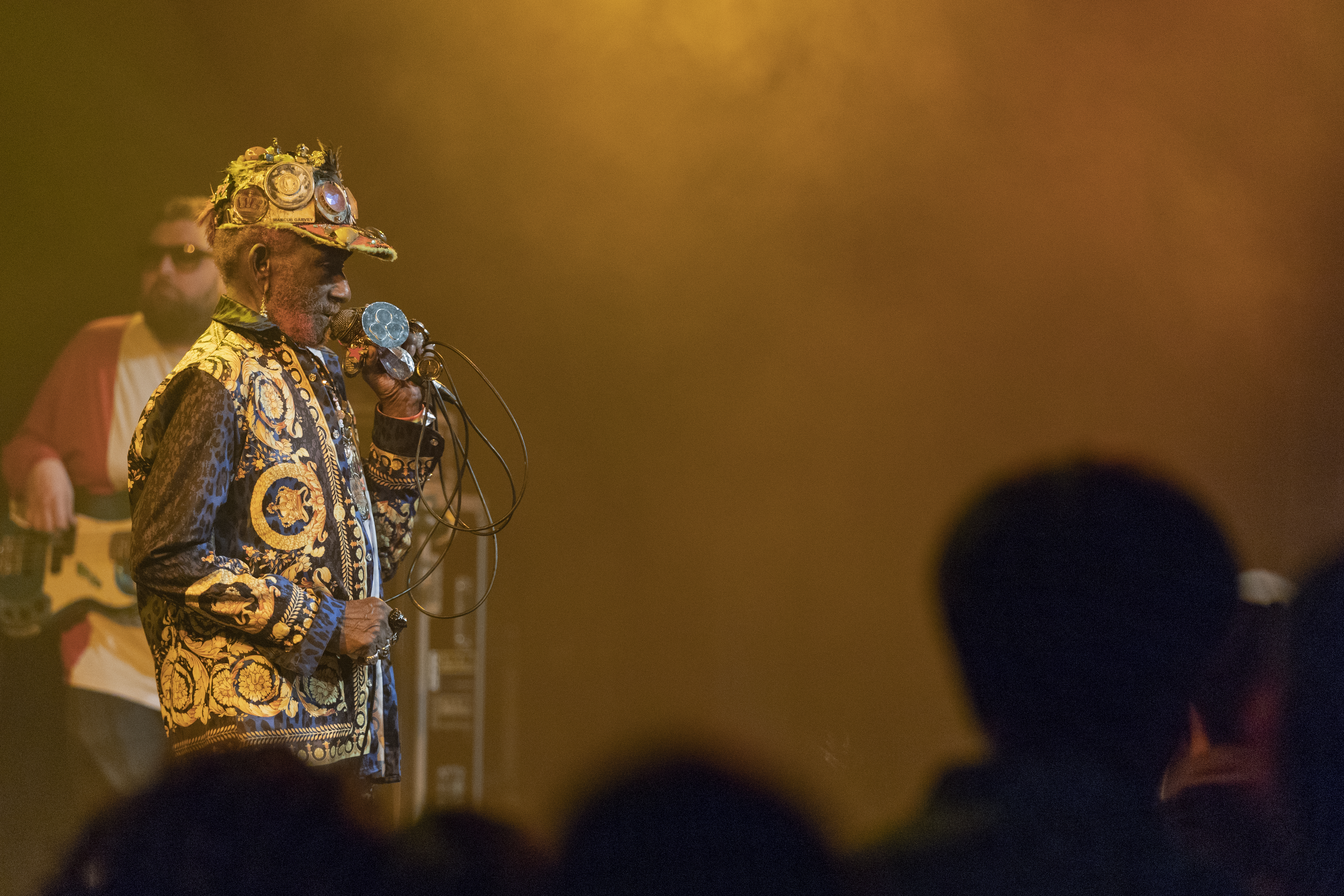
Lee „Scratch“ Perry, 2019

Lee Perry war der Sohn einer Farmarbeiterin und eines Straßenarbeiters. Mit 15 verließ er die Schule und bestritt seinen Lebensunterhalt mit Dominospiel, als Tänzer und als Hilfsarbeiter in Negril und Westmoreland, bis er 1959 mit dem Ziel, in der Musikbranche zu arbeiten, nach Kingston ging. Hier begann er als Talent-Scout im Studio von Clement „Coxsone“ Dodd. Unter anderem brachte er dort die Maytals voran und schrieb Songs für Delroy Wilson. Er produzierte auch selbst, unter anderem das Stück „Chicken Scratch“, dem er seinen Spitznamen „Scratch“ verdankt.
Ab 1967 arbeitete Perry mit Produzenten wie Prince Buster oder auch Clancy Eccles und begann eine Kooperation mit Joe Gibbs. Hier nahm er seine ersten Upsetter-Produktionen auf. Die Arbeit mit Gibbs sorgte zusehends für Missstimmung, und Perry wurde klar, dass er eigene Wege gehen musste. Im Jahre 1968 gründete er das Label Upsetter Records. Mit im Studio waren Lynford Anderson („Andy Capp“), dessen Cousin Barry Lambert und ein Praktikant – die Upsetters. Die erste Produktion „Place In The Sun“ deckte gerade die Kosten, die zweite Aufnahme „People Funny Boy“ war jedoch bereits ein Erfolg. Der Reggae-Rhythmus war beschleunigt und mit afrikanischen Rhythmen angereichert. Dem Ganzen folgten Orgelklänge, die zeitgenössischen Italo-Western und Spionage-Filmen entlehnt waren.
Der Erfolg der Single sorgte für großes Aufsehen unter den Musikern Kingstons, und viele suchten fortan Perry auf, um mit ihm zu arbeiten. Unter ihnen auch Aston Barrett („Family Man“), den er mit den Wailers zusammenbrachte, nachdem Bob Marley gerade von einer Reise in die USA zurückgekehrt war. Mit den Wailers produzierte Perry die Titel „My Cup“, „Duppy Conqueror“, „Keep On Moving“, „Mr.Brown“ und „Small Axe“ und das Album „Soul Revolution II“. Im Jahre 1972 endete die Zusammenarbeit, Bob Marley blieb jedoch in Kontakt mit Perry. Später nahm Marley Songs aus der Zeit mit Lee Perry noch einmal auf, so entstanden zum Beispiel 1977 Kaya und Sun Is Shining (Version ’77). Es wurden Singles mit Dave Barker, Carl Dawkins sowie den Silvertones und vor allem Junior Byles, mit dem er große Erfolge erzielte, aufgenommen. Die sog. Ex-Perry-Ments wurden immer gewagter, erste Versuche mit der Kompilation von Deejays wurden unternommen, womit Perry seiner Zeit weit voraus war. Viele kreative Abenteuer und die Freundschaft mit King Tubby nahmen ihren Lauf.
Perry missfiel es immer mehr, bei seinen Produktionen auf fremde Aufnahmestudios angewiesen zu sein, daher baute er ab dem Jahr 1973 sein berühmtes Black Ark Studio (dt.: Die Schwarze Arche) auf. Es lag in Kingstons Stadtteil Washington Gardens, im Hof seines Hauses in der Cardiff Crescent, wo er mit seiner damaligen Frau Pauline „Isha“ Morrison und deren drei Kindern lebte. Bis zum Jahre 1974 hatte Perry 12.000 jamaikanische Dollar in eine visuell eher unauffällige Studioausrüstung investiert, deren wahrer Wert nach Zeitzeugenaussagen nur zu hören war. Sie bestand aus einem TEAC Vierspur-Aufnahmegerät, einem Soundcraft-Mischpult mit Exoplex-Verzerrern und einer Auswahl kleinerer Geräte. Der Sound unterschied sich in jeder Hinsicht radikal von allen anderen seiner Zeit. Perry behauptete, dass er selbst tatsächlich nur vier Spuren aufnehme, „zwanzig weitere habe ich von der außerirdischen Truppe empfangen (...)“ – „It was only four tracks written on the machine, but I was picking up twenty from the extraterrestral squad (...)“.
Das Black Ark Studio wurde zu einem kreativen Zentrum der lokalen Musikszene, wo fast alle bekannt gewordenen Musiker Jamaikas häufig anzutreffen waren. 1974 produzierte er mit Leo Graham den Hit „Black Candle“ und 1975 mit den Mighty Diamonds die Ballade „Talk about it“. Bunny Rugs (auch bekannt als Bunny Scott/Clarke) von Third World verwirklichte in der „Ark“ mehrere Soloaufnahmen. Perry mischte Vocals von U-Roy, I-Roy, Prince Jazzbo oder Dillinger mit Posaunensoli von Vin Gordon und Melodicaklängen von Augustus Pablo. Er destillierte ständig neue Sounds aus seinem beständig wachsenden Fundus an Mitschnitten. Zu jedem spontanen Einfall hatte er meistens schon eine passende Tonspur zur Hand; so gelang es ihm angeblich, zusammen mit Max Romeo Songs wie Chase the Devil (der später von The Prodigy im Breakbeatstück Out of Space verwertet wurde) in nur zwanzig Minuten aufzunehmen.
Von 1976 bis 1978 veröffentlichte Island Records international verschiedene Perry-Alben: Colombia Colly mit Jah Lion oder War Inna Babylon mit Max Romeo und den Upsetters. 1976 wurden im Black Ark die Alben Party Time von den Heptones und Super Ape von den Upsetters aufgenommen. Im Jahr 1977 gelang Junior Murvin der Hit Police & Thieves. Perry begann Alben unter einer unüberschaubaren Vielzahl von Namen und Labels zu produzieren. Dank seiner Mitschnitte konnte er modular Dubs mit veränderten Gesangs- oder Instrumentalspuren publizieren und sein Material so vielfach verwenden und lokal weiter auf eigene Rechnung verkaufen. Das führte zu einem baldigen Zerwürfnis mit Island Records. Perry beklagte sich allerdings später in Interviews auch über seiner Meinung nach mangelnde Bezahlung und darüber, dass er sich durch Island Records ausgenutzt fühle.
Die Situation im Black Ark Studio wurde immer angespannter, wie die Upsetters-Produktion City Too Hot in ihrem Text andeutet. 1979 ging das Studio in Flammen auf. Lee Perry war wegen Verdachtes auf Brandstiftung drei Tage lang in Untersuchungshaft, letztendlich wurden die tatsächlichen Ursachen nie aufgeklärt.
Perry ging zunächst in die USA und arbeitete dort mit den Reggaebands Terrorists und Majestics. 1983 begann seine Zusammenarbeit mit Mad Professor und Adrian Sherwood. Mit Lloyd „Bullwackie“ Barnes aus Brooklyn, New York produzierte Lee Perry 1988 das Album „Satan Kicked The Bucket“ und die zugehörige Dub-LP „Satan's Dub“. Coxsone Dodd schließlich brachte verschiedene Kompilationen mit Studio-One-Produktionen aus den 1960er Jahren, an denen Lee Perry mitgewirkt hatte, heraus.
2011 veröffentlichte er das Album „Rise Again“, auf dem er viele Musikgrößen versammeln konnte: So wirkten u. a. Bill Laswell und dessen Frau Ejigayehu „GiGi“ Shibabaw sowie Sly Dunbar, Bernie Worrell und Aiyb Dieng an dem auf M.O.D. Technologies erschienenen Werk mit.
Lee Perrys Kreativität war bis ins hohe Alter ungebrochen. Jährlich produzierte er mindestens ein eigenes Album und trat weiterhin regelmäßig auf. Seine Gesangsbeiträge waren oft frei improvisiert und spiegelten Perrys ureigenen Sinn für Humor und seine Schaffensfreude.
Durch seine Arbeit wurden viele spätere Künstler inspiriert, von Yello über die Red Hot Chili Peppers bis hin zu The Prodigy.

## Privates
In den 1970er Jahren lebte Perry mit seiner damaligen Frau Pauline „Isha“ Morrison und deren drei Kindern in Kingstons Stadtteil Washington Gardens in der Cardiff Crescent; die Ehe wurde 1979 geschieden. 1989 begegnete er und heiratete er später im selben Jahr die Schweizerin Mireille Campbell in einer Krishna-Zeremonie. Das Paar hatte zwei Kinder. Sie lebten lange in Einsiedeln im Kanton Schwyz. Im Dorf war er als „verrückter Paradiesvogel“ bekannt, der seine ausgefallene, kreative Kleidung gerne mit CD-Silberscheiben schmückte. Auch seine Selbstbeschreibungen in Interviews waren äußerst fantasievoll, er bezeichnete sich mehrfach als einen Alien aus einer anderen Welt und er lebe im Weltenraum und sei hier nur ein Besucher. Im Jahre 2015 brannte auch sein zweites eigenes Aufnahmestudio, das Secret Laboratory, dort in der Schweiz ab. Zuletzt hielt er sich wieder vorwiegend in seinem Heimatland Jamaika auf.
Im Januar 2021 schrieb er auf Instagram, in der Schweiz sei es zu kalt und die „Energie“ sei schlecht. Aufgrund der Einschränkungen im Zuge der COVID-19-Pandemie konnte er nicht mehr international auftreten, zudem beklagte er sich über die Anti-Corona-Maßnahmen. Er brauche Jamaikas Sonnenschein, schrieb Perry. Er starb dort am Sonntag, den 29. August 2021 mit 85 Jahren in einem Krankenhaus in Lucea.

## Auszeichnungen
- 1998 wurde das Album „Revolution Dub“ von 1975 in die legendäre Wire-Liste The Wire’s “100 Records That Set the World on Fire (While No One Was Listening)” aufgenommen.
- Im Jahr 2003 gewann er mit seinem Album „Jamaican E. T.“ den Grammy in der Kategorie Bestes Reggae-Album.[8]
- vier weitere Grammy-Nominierungen (2007, 2008, 2010 und 2014) sind bekannt.[5]
- 2013 erhielt er für seine Verdienste die Musgrave-Medaille des Institute of Jamaica.

## Diskografie
Frühe Produktionen:
- 1969 – The Upsetter
- 1969 – The Return of Django
- 1970 – Many Moods of The Upsetter

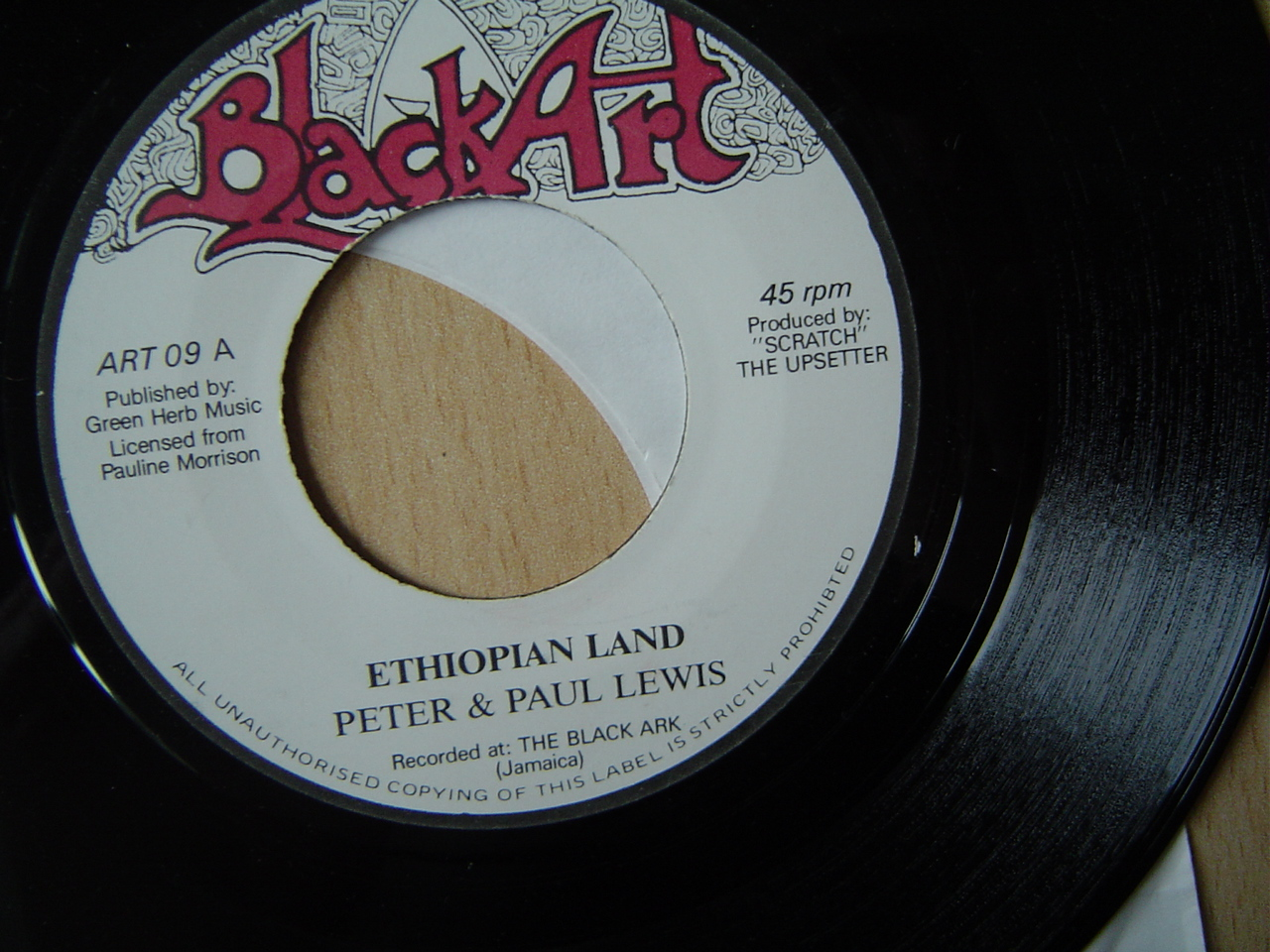
Peter & Paul Lewis: Ethiopian Land, produziert von “Scratch” The Upsetter, aufgenommen in The Black Ark

- 1970 – The Good, the Bad and the Upsetters
- 1970 – Eastwood Rides Again
- 1972 – Africa’s Blood
- 1973 – Cloak and Dagger
- 1973 – African Herbsman
- 1973 – Black Board Jungle

Black Ark Studio – Produktionen:
- 1974 – Double Seven
- 1975 – Kung Fu Meets the Dragon
- 1975 – Revolution Dub
- 1975 – Musical Bones
- 1975 – Return of Wax
- 1976 – Super Ape
- 1978 – Return of the Super Ape
- 1978 – Roast Fish Collie Weed and Corn Bread

Weitere Produktionen:
- 1980 – The Return of Pipecock Jackxon
- 1982 – Mistic Miracle Star
- 1984 – History, Mystery, Prophecy
- 1986 – Battle Of Armagideon (Millionaire Liquidator)
- 1987 – Time Boom X – De Devil Dead mit Dub Syndicate
- 1988 – Satan Kicked The Bucket
- 1989 – Chicken Scratch
- 1989 – Version Like Rain (Compilation, Re-issues)
- 1990 – Dub Messenger
- 1990 – From The Secret Laboratory
- 1990 – Message From Yard
- 1990 – Satan’s Dub mit Bullwackie
- 1991 – Lord God Muzik
- 1991 – Soundzs From The Hotline
- 1992 – The Upsetter and The Beat
- 1992 – Hare Krishna Perry
- 1994 – DUB-NET Philosophy (Fotofon Label)
- 1994 – Smokin
- 1994 – Spiritual Healing
- 1995 – Scratch The Upsetters Again
- 1995 – Super Ape Inna Jungle
- 1996 – Dub Take The Voodoo Out Of Reggae mit Mad Professor
- 1996 – Who Put The Voodoo ′Pon Reggae mit Mad Professor
- 1996 – Voodooism
- 1995 – Black Ark Experryments mit Mad Professor
- 1995 – Experryments at the Grass Roots of Dub mit Mad Professor
- 1997 – Megawatt Dub mit King Tubby
- 1997 – Live At Maritime Hall mit Mad Professor
- 1997 – Mystic Warrior mit Mad Professor
- 1997 – Mystic Warrior Dub mit Mad Professor
- 1997 – Technomajikal mit Dieter Meier von Yello
- 1998 – Dub Fire mit Mad Professor
- 1998 – Fire In Dub mit Mad Professor
- 1998 – Techno Party! mit Mad Professor
- 1998 – Produced And Directed By The Upsetter
- 2000 – On the Wire
- 2000 – LSP meets Scientist at Black Ark Studio
- 2001 – Station Underground Report
- 2001 – Divine Madness Definitely!
- 2001 – Techno Dub mit Mad Professor
- 2002 – Jamaican ET
- 2003 – Earthman Skanking
- 2003 – Alien Starman
- 2004 – Encore
- 2004 – Panic in Babylon mit White Belly Rats
- 2006 – Alive, more than ever mit White Belly Rats
- 2007 – The End of an American Dream
- 2008 – Repentance
- 2008 – Scratch Came, Scratch Saw, Scratch Conquered
- 2009 – Return from Planet Dub mit Dubblestandart & Ari Up
- 2010 – Mad Alien Dub
- 2010 – Revelation
- 2011 – Rise Again
- 2012 – Master Piece
- 2013 – Humanicity
- 2014 – Back on the Controls
- 2019 – The Black Album
- 2019 – Rainford
- 2019 – Heavy Rain

Kompilationen:
- 1979 – Scratch On the Wire
- 1980 – Black Ark In Dub
- 1989 – Open The Gate
- 1990 – Build The Ark
- 1994 – People Funny Boy
- 1994 – Upsetter Collection
- 1995 – Upsetters A Go Go
- 1996 – Introducing Lee Perry
- 1996 – Words Of My Mouth (The Producer Series)
- 1997 – Arkology
- 1997 – The Upsetter Shop Vol.1: Upsetter In Dub
- 1998 – Dry Acid
- 1998 – Black Arkives
- 1999 – Lost Treasures of The Ark
- 1999 – Upsetter Shop Vol.2: 1969-1973
- 1999 – Chapter 2 of Words Vol.2 (The Producer Series)
- 2000 – Chapter 3 – Live As One (The Producer Series)
- 2000 – Son of Thunder
- 2001 – Scratch Walking
- 2004 – Dub Triptych
- 2005 – I Am The Upsetter – The Story Of Lee 'Scratch' Perry – The Golden Years
- 2007 – The Upsetter Selection – A Lee Perry Jukebox
- 2022 – King Scratch

Verschiedene:
- Cutting Razor Rare Cuts From The Black Ark
- Presenting Dub
- Guitar Boogie Dub (bogus, it is the album „Carl Harvey meets the Dub Masters Bunny Lee & Prince Jammy – Ecstasy of Mankind“)
- News Flash
- In Dub Confrontation with King Tubby
- Happy Birthday

## Dokumentarfilm
- 2015: Lee Scratch Perry’s Vision of Paradise (Regie: Volker Schaner)